# Marija Iljinitschna Uljanowa

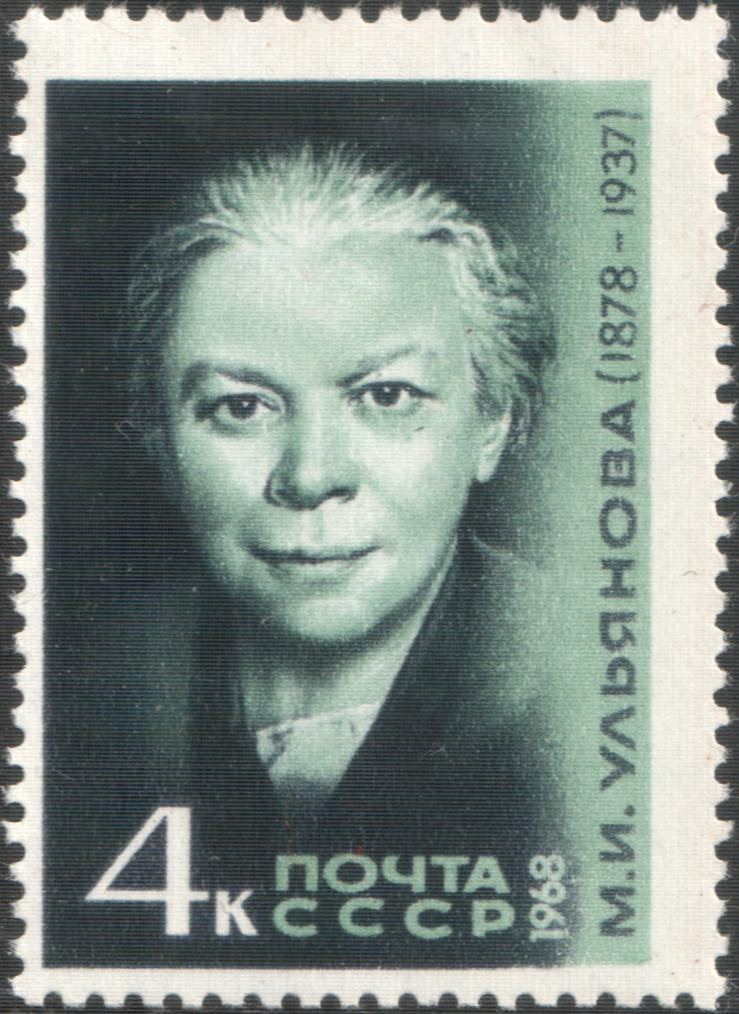
Marija Iljinitschna Uljanowa

Marija Iljinitschna Uljanowa (russisch Мария Ильинична Ульянова; * 6. Februarjul. / 18. Februar 1878greg. in Simbirsk; † 12. Juni 1937 in Moskau) war eine russische Revolutionärin und die jüngste Schwester von Wladimir Iljitsch Lenin.

## Leben
Marija Iljinitschna Uljanowa war das jüngste Kind von Marija Alexandrowna Uljanowa und Ilja Nikolajewitsch Uljanow. Sie wurde 1898 Mitglied der SDAPR und leistete Parteiarbeit in Petersburg, Moskau und Saratow. Ab 1900 arbeitete sie für Lenins Zeitung Iskra. Nach der Februarrevolution 1917 und bis 1929 war sie als Mitglied des Redaktionskollegiums und verantwortliche Sekretärin der Prawda tätig. 1917 nahm sie aktiv an der Oktoberrevolution teil. Wiederholt wurde sie in die Zentrale Kontrollkommission und das Zentralexekutivkomitee der Sowjetunion gewählt.
Marija Iljinitschna starb im Juni 1937. Ihr Urnengrab befindet sich in der Nekropole an der Kremlmauer.